# Paradromulia lignifascia
Paradromulia lignifascia là một loài bướm đêm trong họ Geometridae.